# The Terror State
The Terror State släpptes den 21 oktober 2003 av punkbandet Anti-Flag. Det är deras sjätte album och gavs ut i samarbete med Fat Wreck Chords.

## Låtlista
1. "Turncoat" – 2:10
2. "Rank-N-File" – 3:46
3. "Post-War Breakout" (Woody Guthrie) – 3:11
4. "Sold as Freedom" – 2:16
5. "Power to the Peaceful" – 2:57
6. "Mind the GATT" – 3:14
7. "You Can Kill the Protester, But You Can't Kill the Protest" – 2:33
8. "When You Don't Control Your Government People Want to Kill You" – 2:47
9. "Wake Up!" – 2:35
10. "Tearing Down the Borders" – 3:07
11. "Death of a Nation" – 1:55
12. "Operation Iraqi Liberation (O.I.L.)" – 2:21
13. "One People, One Struggle" – 3:00
14. "Fuck the Flag" – 0:52 (bara på de 15 000 första exemplaren av cd:n)